# São Miguel das Missões (plaats)
São Miguel das Missões is een gemeente in de Braziliaanse deelstaat Rio Grande do Sul. De gemeente telt 7.656 inwoners (schatting 2009).

## Aangrenzende gemeenten
De gemeente grenst aan Bossoroca, Capão do Cipó, Entre-Ijuís, Eugênio de Castro, Jóia, São Luiz Gonzaga, Tupanciretã en Vitória das Missões.

## Bezienswaardigheden
- Museu das Missões, museum van de ruïne van São Miguel Arcanjo